# NGC 1990
NGC 1990 es una Nebulosa de reflexión siendo una nube molecular de Epsilon Orionis. Los vientos estelares de Epsilon Orionis, o Alnilam, expanden  la nebulosa aproximadamente a 2000 km/s, más de 20 millones de veces que el viento estelar del Sol.